# John A. Sullivan

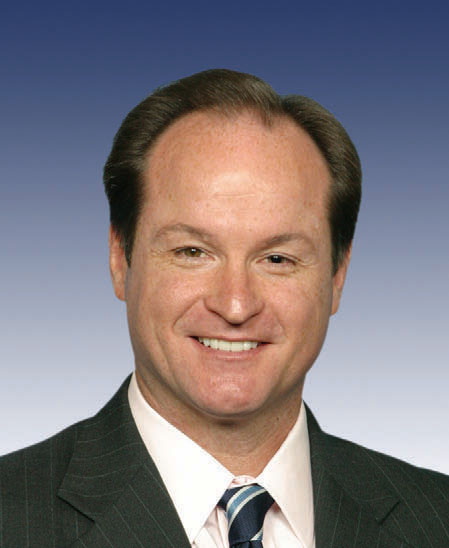
John A. Sullivan

John A. Sullivan (* 1. Januar 1965 in Tulsa, Oklahoma) ist ein US-amerikanischer Politiker (Republikanische Partei). Zwischen 2002 und 2013 vertrat er den ersten Wahlbezirk des Bundesstaates Oklahoma im US-Repräsentantenhaus.

## Werdegang
John Sullivan besuchte die Bishop Kelley High School in Tulsa und studierte anschließend Wirtschaftslehre an der Northeastern State University in Tahlequah. Seit 1992 war er auf dem Immobilienmarkt tätig.
Zwischen 1995 und 2002 war er Abgeordneter im Repräsentantenhaus von Oklahoma. Am 8. Januar 2002 wurde er in einer Nachwahl im ersten Wahlbezirk des Staates in das US-Repräsentantenhaus gewählt, wo er am 15. Februar 2002 die Nachfolge des zurückgetretenen Steve Largent antrat. Nachdem er bei den folgenden Wahlen jeweils mit deutlicher absoluter Mehrheit bestätigt wurde, kann er sein Mandat im US-Kongress bis heute ausüben. Seine Amtszeit endete zum 3. Januar 2011. Bei seiner letzten Wiederwahl im Jahr 2008 erreichte er 66 Prozent der Wählerstimmen; seine demokratische Gegenkandidatin Georgianna Oliver kam auf 34 Prozent.
Sullivan war Mitglied im Ausschuss für Handel und Energie sowie im Committee on Energy Independence and Global Warming, das sich mit den Problemen der globalen Erwärumg und der Unabhängigkeit von Energieerzeugern bzw. Lieferanten befasst. John Sullivan galt als eines der konservativsten Kongressmitglieder; er wird zum rechten Flügel der Republikaner gezählt. Er ist gegen Abtreibungen und die Stammzellenforschung. Außerdem ist er gegen eine Einschränkung des Waffenrechts und setzt sich für einen Grenzzaun zwischen den Vereinigten Staaten und Mexiko ein, um illegale Grenzübertritte zu verhindern. Sullivan unterstützte die Verabschiedung des USA PATRIOT Act und ist gegen einen schnellen Truppenabzug aus dem Irak. Während der Amtszeit von Präsident George W. Bush hat er im Kongress zu 100 % den Anträgen des Präsidenten zugestimmt.
2009 ließ er seine Alkoholkrankheit im Betty Ford Center behandeln. Im Jahr 2012 wurde er von seiner Partei nicht mehr zur Wiederwahl nominiert.
John Sullivan ist mit Judy Beck verheiratet, mit der er vier Kinder hat.